# La Pobla de Montornès
La Pobla de Montornès är en kommun i Spanien.   Den ligger i provinsen Província de Tarragona och regionen Katalonien, i den östra delen av landet, 400 km öster om huvudstaden Madrid. Antalet invånare är 2 897. Arean är 12,3 kvadratkilometer. La Pobla de Montornès gränsar till Bonastre, Creixell, Torredembarra, Altafulla, La Nou de Gaià och Vespella de Gaià. 
Terrängen i La Pobla de Montornès är lite kuperad.